# انجمن طراحان داخلی آمریکا
انجمن طراحان داخلی آمریکا (ASID) یک سازمان غیرانتفاعی مستقر در ایالات متحده است که حرفه طراحی داخلی را ترویج می‌کند. این مؤسسه در سراسر ایالات متحده و کانادا شعبه دارد.
معمولاً در همه ایالت‌ها یا مناطق مختلف ایالات متحده و کانادا انجمن‌های ASID وجود دارند. هر منطقه به‌طور معمول تعداد معینی از اعضا دارد و همه آنها با هم کار می‌کنند تا طراحی داخلی را به مکانی بهتر تبدیل کنند و به دیگر طراحان داخلی در سازمان کمک کنند.
همه این بخش‌ها به روش‌های معمولی و سودمندی گنجانده شده‌اند تا سازمان را به محیطی بهتر برای همه تبدیل کنند.

## تاریخ
در سال ۱۹۳۱، اولین سازمان ملی حرفه ای برای دکوراتورها با نام مؤسسه آمریکایی دکوراتورهای داخلی (AIID) تأسیس شد. این سازمان در سال ۱۹۳۶ نام خود را به مؤسسه آمریکایی دکوراتورها (AID) و در سال ۱۹۶۱ به مؤسسه آمریکایی طراحان داخلی (AID) تغییر داد. در همین حال، در سال ۱۹۵۷، بخش نیویورک AID نام خود را به انجمن ملی طراحان داخلی (NSID) تغییر داد و بر عنوان طراح داخلی به جای دکوراتور تأکید کرد. تا سال ۱۹۷۵، باشگاه‌ها و سازمان‌های زیادی برای دکوراتورها و طراحان داخلی در سراسر آمریکا وجود داشت که AID و NSID بزرگ‌ترین آنها بودند و با هم ادغام شدند و انجمن طراحان داخلی آمریکا (ASID) را تشکیل دادند.
ASID بزرگ‌ترین سازمان حرفه ای برای طراحان داخلی است. اعضای ASID شامل حدود ۱۳۵۰۰ طراح داخلی مجرب در بخش‌های تجاری و مسکونی، ۵۵۰۰ عضو دانشجو و ۶۰۰۰ نماینده شرکت‌های شریک صنعت ASID هستند. ASID دارای بخش‌های دانشجویی در کالج‌ها، دانشگاه‌ها و مدارس طراحی با برنامه‌های ۲ ساله و ۴ ساله در سراسر ایالات متحده است.